# Paszport fidżyjski
Paszport fidżyjski – dokument tożsamości wydawany obywatelom wysp Fidżi przez Departament Paszportów Departamentu Imigracji, zgodnie z ustawą o paszportach Wysp Fidżi z 2002 r..

## Typy paszportu
Republika Fidżi wydaje trzy rodzaje paszportów:
- Paszport zwykły – jasnoniebieska okładka. Wydawany obywatelom Fidżi w trybie standardowym. Ważny przez dziesięć lat.
- Paszport dyplomatyczny – szkarłatno-czerwona okładka. Wydawane prezydentowi wraz z małżonkiem, premierowi i małżonkowi, ministrom rządowym i urzędnikom rządowym pracującym w misjach dyplomatycznych. Zasadniczo ważny przez dziesięć lat, ale ważność może być ograniczona terminem powołania.
- Świadectwo tożsamości – może być wydawane w celu ułatwienia podróży w nagłych wypadkach. Wydawane także osobom niebędącymi obywatelami Fidżi. Zasadniczo obowiązuje tylko na jedną podróż.

Wszystkie wnioski paszportowe złożone na terytorium wysp Fidżi lub w misjach dyplomatycznych kierowane są do Wydziału Paszportów w Suva.

## Wymogi wizowe
Według wskaźnika ograniczeń wizowych Henleya, obywatele Fidżi mają możliwość do bezwizowego wjazdu do 88 krajów, co daje 59 miejsce w ogólnoświatowym rankingu (stan na październik 2019).

## Paszport biometryczny
Biometryczne paszporty fidżyjskie zaczęto wydawać od 19 września 2019. Za dostarczanie nowych paszportów odpowiedzialna jest niemiecka firma Muhlbauer ID Services. Dzięki nowej technologii wytwarzania, cena jednostkowa wzrosła ponad dwukrotnie, z 76$ do 200$ dolarów fidżyjskich. Fidżi jest trzecim krajem z regionu Oceanii który wprowadził do użytku paszporty biometryczne (wcześniej na nową technologię przeszły Wyspy Salomona i Tonga).